# Pereira (Mirandela)
Pereira ist ein Ort und eine ehemalige Gemeinde im Nordosten Portugals.
Die Gemeindekirche Igreja Paroquial de Pereira, nach ihrem Schutzpatron Pelagio auch Igreja de São Pelágio, steht unter Denkmalschutz.

## Geschichte
Die heutige Ortschaft entstand vermutlich im Verlauf der mittelalterlichen Reconquista.
Pereira war eine Ortschaft der Gemeinde Avidagos, bis es 1933 eine eigenständige Gemeinde wurde.
Im Zuge der Gebietsreform 2013 wurde die Gemeinde aufgelöst und mit zwei weiteren zur neuen Gesamtgemeinde Avidagos, Navalho e Pereira zusammengefasst.

## Verwaltung
Pereira war Sitz einer gleichnamigen Gemeinde (Freguesia) im Kreis (Concelho) von Mirandela im Distrikt Bragança. Die Gemeinde hatte 187 Einwohner und eine Fläche von 7,25 km² (Stand 30. Juni 2011).
In der Gemeinde lag nur die eine namensgebende Ortschaft.
Mit der Gemeindereform vom 29. September 2013 wurden die Gemeinden Pereira, Avidagos und Navalho zur neuen Gemeinde União das Freguesias de Avidagos, Navalho e Pereira zusammengeschlossen.